# Little Big Show
Little Big Show fue un programa de televisión de España, producido por Warner Bros ITVP y emitido en Telecinco entre el 29 de diciembre de 2017 y el 5 de enero de 2018. Se trató de un programa especial de Navidad presentado por Carlos Sobera que constó de tres emisiones, en que los niños podían demostrar sus habilidades sin competir entre ellos.

## Formato
El programa es una adaptación del formato estadounidense Little Big Shots, emitido en la NBC y conducido por Steve Harvey desde 2016. Los protagonistas del formato son un grupo de niños y niñas, de entre 3 y 12 años, dotados de un talento fuera de lo común. Así, en cada episodio, muestran sus particulares habilidades, tales como cocinar, cantar, bailar, tocar algún instrumento musical, realizar acrobacias o hacer humor. A diferencia de otros programas, en este no se juzga a los participantes, ya que no están compitiendo entre sí (no hay jurado ni cuenta con un ganador o ganadora al final de la temporada).

## Primera temporada: 2017-2018

### Presentador
| Presentador   | Edad    | Profesión   | Duración  |
| ------------- | ------- | ----------- | --------- |
| Carlos Sobera | 58 años | Presentador | 2017-2018 |

### Primera temporada (2017-2018)
| Fecha      | Características del Programa | Audiencia         | Ref.  |
| ---------- | ---------------------------- | ----------------- | ----- |
| 29/12/2017 | Gala 1                       | 1 924 000 (12,7%) | [ 4 ] |
| 03/01/2018 | Gala 2                       | 1 576 000 (9,0%)  | [ 5 ] |
| 05/01/2018 | Gala 3                       | 1 528 000 (9,7%)  | [ 6 ] |

## Episodios y audiencias

### Audiencia media
| Edición                           | Fecha     | Cadena    | Emisiones | Espectadores | Share |
| --------------------------------- | --------- | --------- | --------- | ------------ | ----- |
| Little Big Show (Primera edición) | 2017-2018 | Telecinco | 3         | 1 676 000    | 10,5% |